# 산타크루스쥐
산타크루스쥐(Peromyscus sejugis)는 비단털쥐과에 속하는 설치류의 일종이다. 멕시코의 토착종이다. 칼리포르니아만 남부 2개의 작은 섬에서만 발견된다. 산타 크루스 섬에 사는 야생고양이의 위협을 받고 있다.

## 특징
산타크루스쥐는 사슴쥐속의 비교적 큰 종으로 꼬리 길이 7~9cm를 포함하여 전체 몸길이가 16~20cm이고, 몸무게는 평균 22g이다. 몸 상체의 털은 노랑과 갈색 얼굴과 함께 흐릿한 회색을 띠고, 옆구리를 따라 누르스름한 선이 나타나기도 한다. 하체는 희고, 꼬리는 아랫면보다 윗면이 뚜렷하게 짙은 색을 띤다. 일반적으로 겉모습이 북아메리카사슴쥐와 유사하지만 북아메리카사슴쥐보다 크고 주둥이가 길고 좀더 흐릿한 색을 띤다.

## 분포 및 서식지
육지에서 약 17km 떨어진 칼리포르니아만 남부와 서부에 있는 산타 쿠르스 섬과 인근 산 디에이고 섬에서만 발견된다. 면적이 14km2이고 바위투성이의 울퉁불퉁한 큰 섬은 코끼리나무와 선나팔꽃, 자트로파가 주로 자란다. 표본은 구릉 지대보다는 섬의 계곡 아래에서 주로 수집된다. 면적이 겨우 1.3km2의 작은 산 디에이고 섬은 하나의 바위 언덕으로 이루어져 있고, 땅 일부는 선인장이 자란다. 산타크루스쥐는 섬에 사는 것으로 알려진 유일한 토착 포유류 종이다.